# Francisque Millet

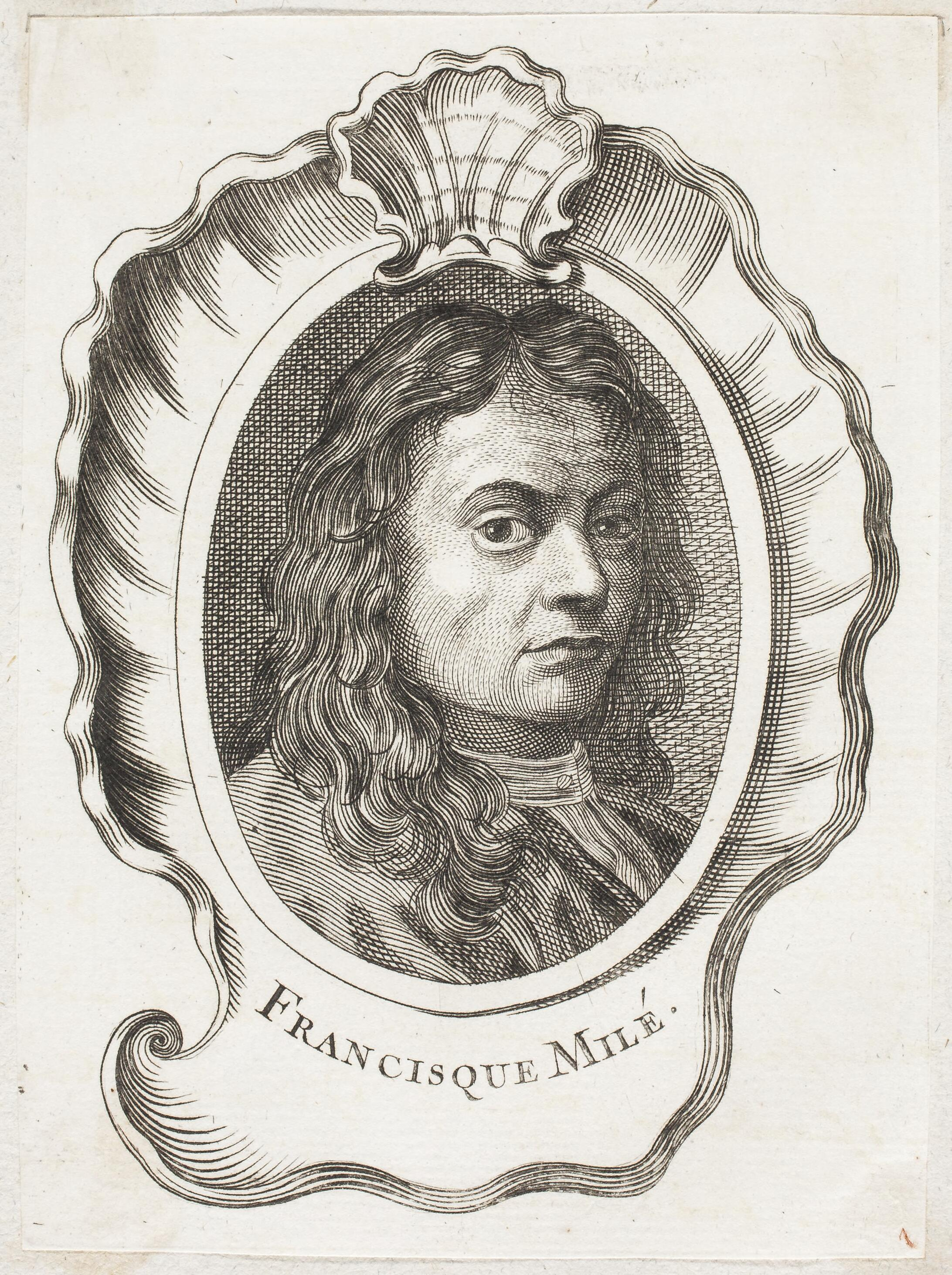
Francisque Millet

Francisque Millet (Antwerpen, gedoopt op 27 april 1642 – Parijs, begraven op 3 juni 1679) was een Zuid-Nederlands landschapschilder die voornamelijk in Frankrijk werkzaam was.
Zijn vader, Pierre Millet, een ivoorsnijder uit Dijon, was naar het noorden verhuisd om in dienst te treden bij de Prins van Condé. Rond 1660 trouwde Francisque Millet met Anne Perette Franck, de dochter van zijn leraar. In 1677 werd hij genaturaliseerd als Frans staatsburger. Millet had twee zonen, waaronder Jean François Millet (II), die hij zelf opleidde tot schilder. 
In 1659 werd hij een leerling van de schilder Laureys Franck in Parijs. Hij leerde ook van Abraham Genoels (II). Hij was actief in Antwerpen, Engeland, de Noordelijke Nederlanden en Parijs en werd bekend om zijn landschapsschilderijen, beïnvloed door de stijl van Nicolas Poussin. Hij onderwees verschillende leerlingen, zoals Augustin Coppens en Jean Coustel, en werd nagevolgd door Etienne Allegrain.
Millet overleed op jonge leeftijd in Parijs en werd begraven op het kerkhof van St. Nicolas des Champs. Volgens de schrijver Houbraken zou hij door een jaloerse collega vergiftigd zijn.
Hij werd ook wel Il Francisque genoemd.

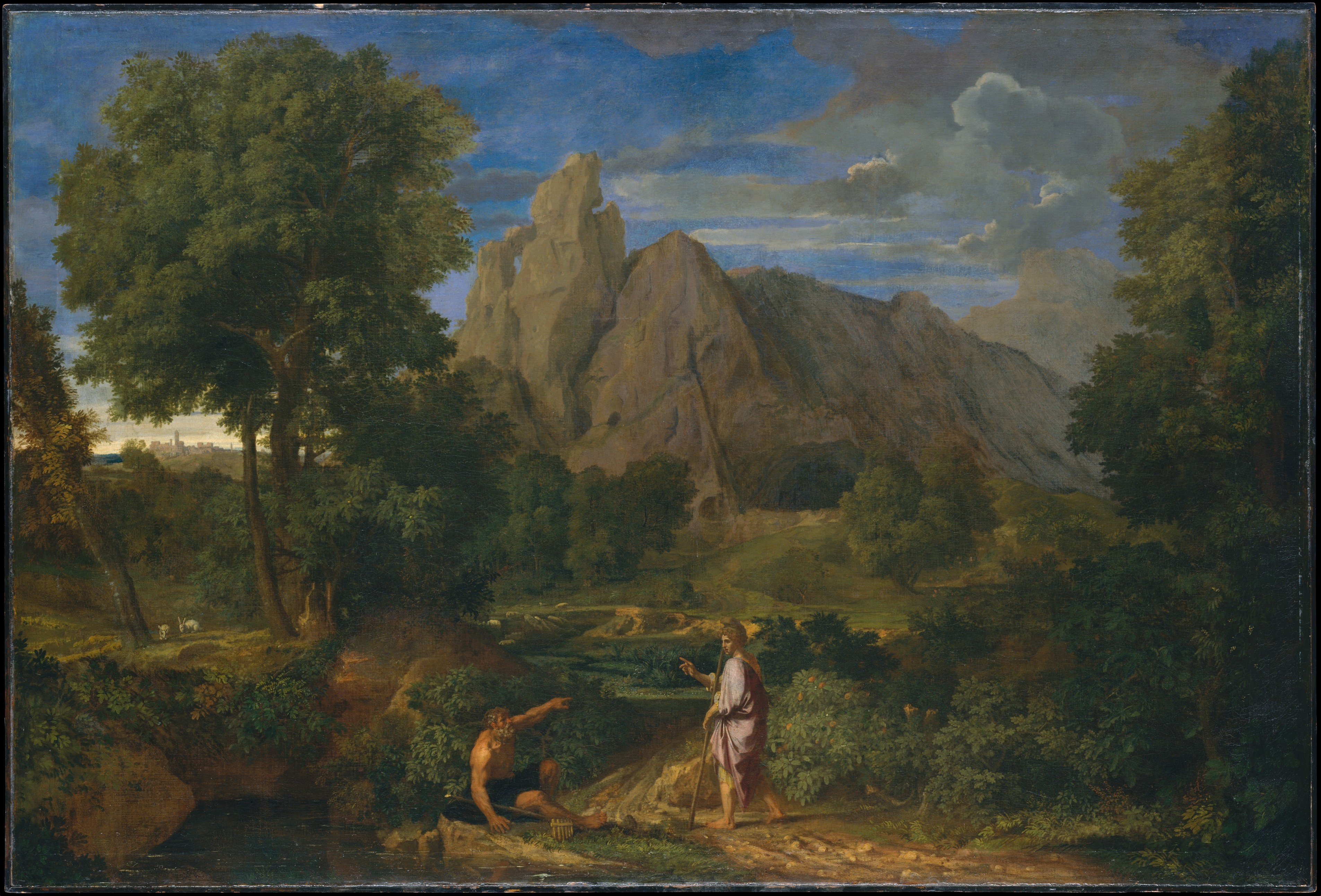
Mercurius en Battus
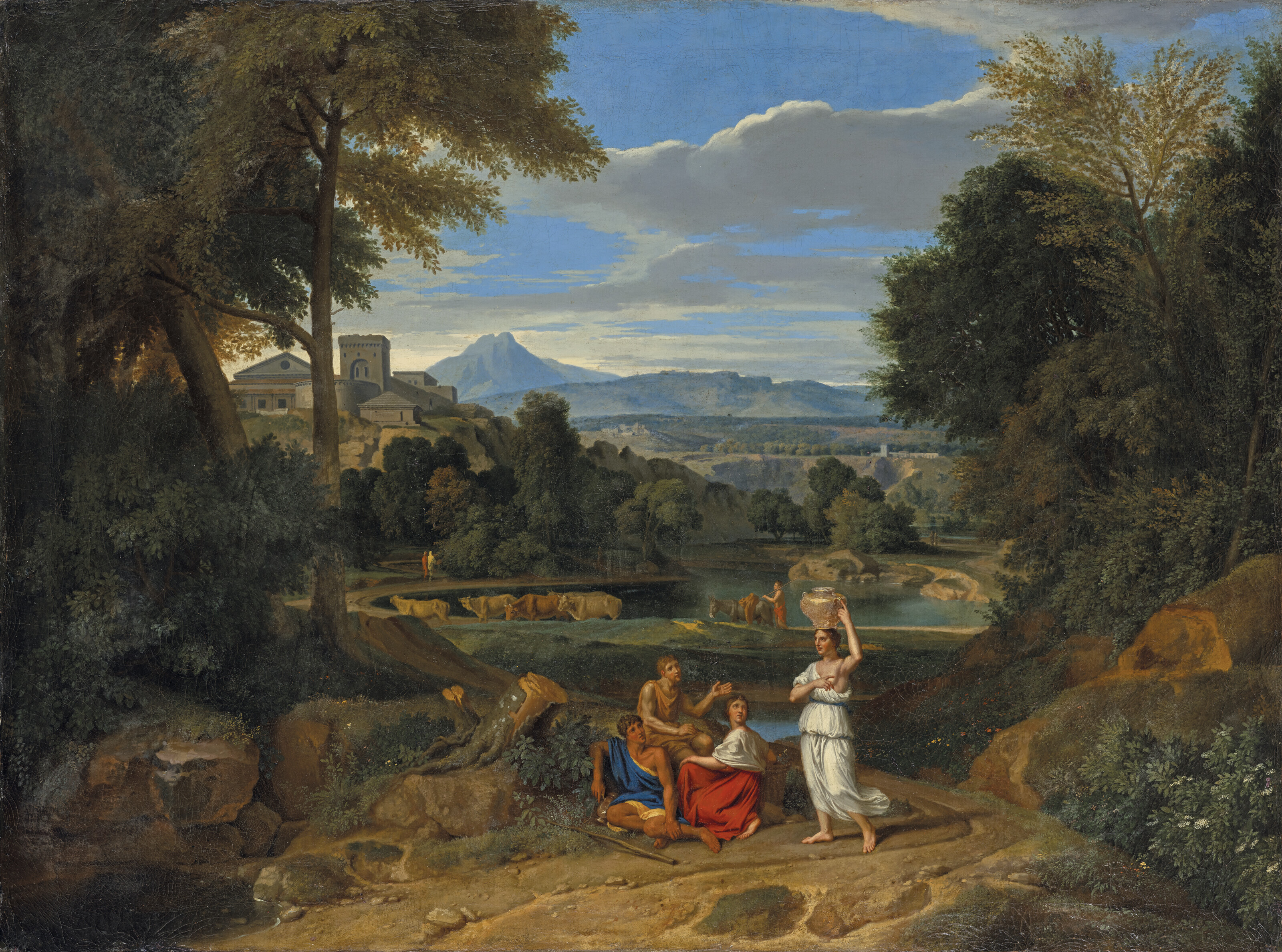
Herders in een italianiserend landschap

- Bibliothèque nationale de France: cb14915544p (data)
- Biografisch Portaal: 57316651
- Gemeinsame Normdatei: 141325402
- International Standard Name Identifier: 0000 0000 7846 7883
- Library of Congress Control Number: no2010088451
- RKD-Nederlands Instituut voor Kunstgeschiedenis: 56192
- Système universitaire de documentation: 145497607
- Union List of Artist Names: 500007163
- Virtual International Authority File: 95724591
- WorldCat: E39PBJgRX6v8GWctfFk4yk83cP